# Grammy Award alla miglior registrazione di musica etnica o tradizionale
Il Grammy Award alla miglior registrazione di musica etnica o tradizionale (Grammy Award for Best Ethnic or Traditional Folk Recording) fu un premio Grammy assegnato dal 1960 al 1986. 

## Storia
Durante questo lasso di tempo il nome fu modificato più volte nel corso degli anni:
- Dal 1960 al 1961 il premio fu conosciuto come Best Performance - Folk
- Dal 1962 al 1967 fu assegnato come Best Folk Recording
- Dal 1968 al 1970 fu assegnato come Best Folk Performance
- Nel 1971 e dal 1973 al 1974 il premio fu conosciuto come Best Ethnic or Traditional Recording (including traditional blues)
- Nel 1972 e dal 1975 al 1982 fu assegnatocome Best Ethnic or Traditional Recording
- Dal 1983 al 1986 fu assegnato come Best Ethnic or Traditional Folk Recording

Nel 1987 il premio fu diviso in due categorie: il miglior album folk tradizionale e il miglior album folk contemporaneo.

## Vincitori e candidati

### Anni 1960
- 1960
  - The Kingston Trio at Large - The Kingston Trio
  - Belafonte at Carnegie Hall - Harry Belafonte
  - Tennessee Stud - Eddy Arnold
  - The Wild, Wild West - The Ralph Hunter Choir
  - The Wilderness Road - Jimmy Driftwood
- 1961
  - Swing Dat Hammer - Harry Belafonte
  - Cheers: Drinking Songs Around the World - The Belafonte Folk Singers
  - Greenfields - The Brothers Four
  - Here We Go Again! - The Kingston Trio
  - Miriam Makeba - Miriam Makeba
- 1962
  - Belafonte Folk Singers at Home and Abroad - The Belafonte Folk Singers
  - The Big Bill Broonzy Story - Big Bill Broonzy
  - The Clancy Brothers and Tommy Makem - The Clancy Brothers e Tommy Makem
  - Folk Songs of Britain Vol. 1 - Alan Lomax
  - The Slightly Fabulous Limeliters - The Limeliters
- 1963
  - If I Had a Hammer - Peter, Paul and Mary
  - The Ballad of Jed Clampett - Flatt and Scruggs
  - Bob Dylan - Bob Dylan
  - Joan Baez in Concert - Joan Baez
  - Midnight Special - Harry Belafonte
  - Presenting The New Christy Minstrels - The New Christy Minstrels
  - Something Special - The Kingston Trio
- 1964
  - Blowin' in the Wind - Peter, Paul and Mary
  - Green, Green - The New Christy Minstrels
  - Judy Collins 3 - Judy Collins
  - Odetta Sings Folk Songs - Odetta
  - The World of Miriam Makeba - Miriam Makeba
- 1965
  - We'll Sing in the Sunshine - Gale Garnett
  - Belafonte at The Greek Theatre - Harry Belafonte
  - Peter, Paul and Mary in Concert - Peter, Paul and Mary
  - Woody Guthrie: Library of Congress Recordings - Woody Guthrie
  - The Times They Are a-Changin' - Bob Dylan
  - Today - The New Christy Minstrels
  - The Voice of Africa - Miriam Makeba
- 1966
  - An Evening with Belafonte/Makeba - Harry Belafonte e Miriam Makeba
  - The High Lonesome Sound - Roscoe Holcomb
  - Makeba Sings! - Miriam Makeba
  - A Song Will Rise - Peter, Paul and Mary
  - Strangers and Cousins - Pete Seeger
  - There but for Fortune - Joan Baez
  - The Womenfolk Live at the Hungry I - The Womenfolk
- 1967
  - Blues in the Street - Cortelia Clark
  - God Bless the Grass - Pete Seeger
  - Lead Belly - Lead Belly
  - Oliver Smith - Oliver Smith
  - Reflections in a Crystal Wind - Mimi Fariña e Richard Fariña
  - Violets of Dawn - The Mitchell Trio
- 1968
  - Gentle on My Mind - John Hartford
  - Album 1700 - Peter, Paul and Mary
  - Alice's Restaurant - Arlo Guthrie
  - In My Life - Judy Collins
  - Janis Ian - Janis Ian
  - Waist Deep in the Big Muddy - Pete Seeger
- 1969
  - Both Sides Now - Judy Collins
  - Did She Mention My Name? - Gordon Lightfoot
  - The Hangman's Beautiful Daughter - The Incredible String Band
  - John Wesley Harding - Bob Dylan
  - Late Again - Peter, Paul and Mary
  - The Unicorn - The Irish Rovers

### Anni 1970
- 1970
  - Clouds - Joni Mitchell
  - Any Day Now - Joan Baez
  - Donovan - Donovan
  - Bird on the Wire - Judy Collins

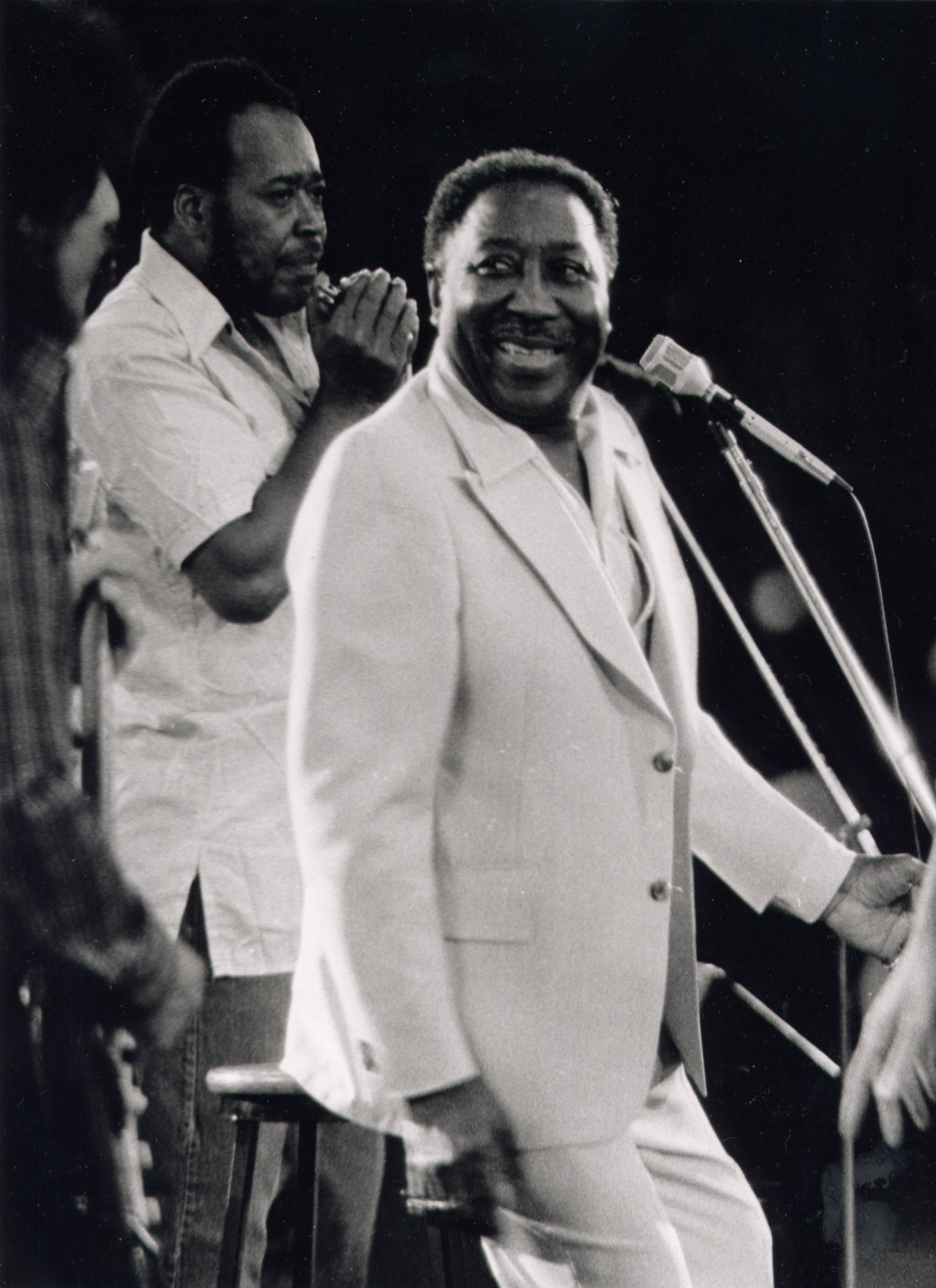
Muddy Waters ha vinto 6 volte in questa categoria.

  - Day is Done - Peter, Paul and Mary
  - Young vs. Old - Pete Seeger
- 1971
  - Good Feelin' - T-Bone Walker
  - Black Music of South America - David Lewisohn
  - Folk Fiddling From Sweden - Bjorn Stabi & Ole Hjorth
  - I Do Not Play No Rock'n'Roll - Mississippi Fred McDowell
  - Sail On - Muddy Waters
  - Shree Rag - Ali Akbar Khan e Shankha Ghosh
- 1972
  - They Call Me Muddy Waters - Muddy Waters
  - 18th Century Traditional Music of Japan - Keiko Matsuo
  - The Esso Trinidad Steel Band - Esso Trinidad Steel Band
  - Javanese Court Gamelan - Javanese Players
  - Message to the Young - Howlin' Wolf
  - Mississippi Fred McDowell - Mississippi Fred McDowell
  - Stormy Monday Blues - T-Bone Walker
- 1973
  - The London Muddy Waters Session - Muddy Waters
  - Blues Piano Orgy - AA.VV.
  - Lightnin' Strikes - Lightnin' Hopkins
  - Live at Soledad Prison - John Lee Hooker
  - Walking the Blues - Otis Spann
- 1974
  - Then and Now - Doc Watson
  - Can't Get No Grindin' - Muddy Waters
  - John Lee Hooker's Detroit - John Lee Hooker
  - King Curtis & Champion Jack Dupree: Blues at Montreux - King Curtis e Champion Jack Dupree
  - Lead Belly: Live in Concert - Lead Belly
- 1975
  - Two Days in November - Doc Watson e Merle Watson
  - Big Daddy - Bukka White
  - The Back Door Wolf - Howlin' Wolf
  - Catalyst - Willie Dixon
  - London Revisited - Muddy Waters e Howlin' Wolf
- 1976
  - The Muddy Waters Woodstock Album - Muddy Waters
  - I Got What It Takes - Koko Taylor
  - Memphis Blues - Memphis Slim
  - Music of Guatemala - The San Lucas Band
  - Wake Up Dead Man - Bruce Jackson
- 1977
  - Mark Twang - John Hartford
  - Bagpipe Marches and Music of Scotland - Shotts and Dykehead Caledonia Pipe Band
  - Beware of the Dog! - Hound Dog Taylor
  - If You Love These Blues, Play 'Em As You Please - Michael Bloomfield
  - Proud Earth - Chief Dan George, Arliene Nofchissey Williams e Rick Brousseau
- 1978
  - Hard Again - Muddy Waters
  - Blues Hit Big Town - Junior Wells
  - Right Place, Wrong Time - Otis Rush
  - The Things That I Used to Do - Big Joe Turner
  - What Happened to My Blues - Willie Dixon
- 1979
  - I'm Ready - Muddy Waters
  - Chicago Blues at Home - AA.VV.
  - Clifton Chenier and His Red Hot Louisiana Band in New Orleans - Clifton Chenier
  - I Hear Some Blues Downstairs - Fenton Robinson
  - U.S.A. - Memphis Slim & His House Rockers ft. Matt "Guitar" Murphy

### Anni 1980
- 1980
  - Muddy "Mississippi" Waters Live - Muddy Waters
  - The Chieftains 7 - The Chieftains
  - Ice Pickin' - Albert Collins
  - Laugh Your Blues Away - Uncle Dave Macon
  - Living Chicago Blues, Vol. 1 - Shaw and the Wolf Gang e Left Hand Frank e His Blues Band
  - Living Chicago Blues, Vol. 3 - Lonnie Brooks Blues Band, Pinetop Perkins e Sons of Blues
  - New England Traditional Fiddling - John Edwards Memorial Foundation
  - New Orleans Jazz & Heritage Festival - AA.VV.
  - So Many Roads - Otis Rush
- 1981
  - Rare Blues - AA.VV.
  - Atlanta Blues: '33 - AA.VV.
  - The Chieftains 9: Boil the Breakfast Early - The Chieftains
  - Kidney Stew Is Fine - Eddie "Cleanhead" Vinson
  - Queen Ida & the Bon Temps Zydeco Band In New Orleans - Queen Ida
- 1982
  - There Must Be a Better World Somewhere - B.B. King
  - Blues Deluxe - AA.VV.
  - From the Heart of a Woman - Koko Taylor
  - Frozen Alive! - Albert Collins
  - Living Chicago Blues, Vol. 4 - AA.VV.
- 1983
  - Queen Ida & the Bon Temps Zydeco Band on Tour - Queen Ida
  - In the Tradition - The Boys of the Lough
  - Live in America - The John Renbourn Group
  - Metropolis - The Klezmorim
  - Reggae Sunsplash '81: A Tribute to Bob Marley - AA.VV.
  - Tennessee: Folk Heritage - The Mountain - AA.VV.
- 1984
  - I'm Here - Clifton Chenier
  - The Grey Fox - The Chieftains
  - Raga Mishra Piloo - Ali Akbar Khan e Ravi Shankar
  - Renaissance of the Celtic Harp - Alan Stivell
  - Syncro System - King Sunny Adé
- 1985
  - Elizabeth Cotten Live! - Elizabeth Cotton
  - 100% Fortified Zydeco - Buckwheat Zydeco
  - Good Rockin' - Rockin' Dopsie
  - On A Saturday Night - Queen Ida
  - Open Road - Boys of the Lough
- 1986
  - My Toot Toot - Rockin' Sidney
  - Live at the San Francisco Blues Festival - Clifton Chenier
  - Souvenirs - Dewey Balfa
  - Turning Point - Buckwheat Zydeco
  - Zydeco Gris Gris - BeauSoleil